# Fenetylline
Fenetylline (handelsnaam Captagon) is een geneesmiddel uit de groep van de amfetaminen, dat als sympathicomimeticum voor de behandeling van ADHD ingezet werd en vaak als drug verkocht wordt.

## Chemische structuur
Een molecuul van fenetylline bestaat uit een molecuul theofylline en amfetamine, verbonden door een alkylverbinding.

## Geschiedenis
Bij onderzoekingen naar de werking en bijwerking van derivaten van theofylline werd de stof in 1961 in de laboratoria van het Chemiewerk Homburg in het Duitse Frankfurt am Main synthetisch vervaardigd. Het werd onder de naam Captagon verkocht voor de behandeling van ADHD, narcolepsie en als antidepressivum. In de jaren 80 werd het in de meeste landen verboden vanwege het misbruik als drug en dopingmiddel en op aanraden van de Wereldgezondheidsorganisatie, alhoewel het binnen Europa tot 2010 bij apotheken verkrijgbaar was. Later werd het in Europa en vooral in het Midden-Oosten nog illegaal geproduceerd. In 2017 werden bij een inval in een laboratorium in Brunssum tienduizenden tabletten gevonden.

### Productie in Syrië en Libanon
Vanaf 2013 werd Syrië de hoofdproducent van fenetylline. De stof werd door het Syrische leger, maar ook bij islamisten ingezet als opwekkend middel tijdens gevechten.
Door smokkel en verkoop van fenetylline kon zeer veel winst gemaakt worden (de markwaarde van 1 tablet bedroeg ca. $2,26). Vooral naar Egypte en Saoedi-Arabië bestonden actieve smokkelroutes. De productie in Syrië was grotendeels in handen van de broer van de dictator Al-Assad en leverde de Syrische regering per jaar naar schatting 2,4 miljard dollar op. Na de val van het Assad-regime werden meerdere captagonfabrieken ontdekt.